# Едвард Олбі
Едвард Френклін Олбі (англ. Edward Franklin Albee; 12 березня 1928, Вашингтон — 16 вересня 2016, Монток) — американський драматург. Серед найвідоміших п'єс: «Що трапилось у зоопарку» (1958), «Хто боїться Вірджинії Вульф?» (1962) і п'єси, за які отримував Пулітцерівські премії — «Хистка рівновага» (1966), «Морський краєвид» (1975), «Три високі жінки» (1991).

## Життєпис
Народився в одному з пологових будинків Вашингтона, за сучасними даними — десь у штаті Вірджинія. Батьки невідомі. Хлопця всиновила сім'я Ріда Олбі, який був антрепренером кількох театрів. Сім'я жила в достатку, Едвард Френклін навчався в престижних школах, віддаючи перевагу читанню, а не галасливим іграм чи спорту.
1944 року вступив в один із найкращих навчальних закладів країни «Чоат» (англ. «Choate»). Особливо цікавили та захоплювали заняття професора Ч. Pica — викладача англійської мови. Першу п'єсу створив у роки навчання у «Чоат». Літературний журнал «Чоат» 1946 р. опублікував одноактову мелодраму Олбі «Розкол» («Schism»). Це п'єса про шляхи до Бога в умовах авторитаризму католицької церкви. Після закінчення «Чоат» Олбі отримав характеристику, у якій відзначалася його особлива чутливість до сприйняття прекрасного. Потім вступив у Триніті-коледж (штат Коннектикут), де успішне навчання поєднував із участю в аматорських постановках театральної групи коледжу. Уперше вийшов на сцену в ролі імператора Франца-Йосифа в п'єсі М. Андерсена «Маска короля». 1949 року вступив до Колумбійського університету, але через 6 місяців залишив його. Нетривале навчання у Вашингтонському університеті доповнило його академічну освіту. Після смерті бабусі юнак успадкував 7 тисяч доларів, але зберігав їх, воліючи заробляти самостійно.
1948 року Едвард Олбі покинув рідний дім; причиною став розрив стосунків із матір'ю. Він оселився в Нью-Йорку, у Ґрініч-Віллідж. Цей період свого життя Олбі згодом назве «роки — листковий пиріг». Писав музичні програми для радіо WNYC, продавав диски в магазині Влуменгталь, потім торгував книгами, винаймався службовцем у готель «Мангеттен-Тавер». Цей період для багатого молодика з Ґрініч-Віледж, «змушеного» працювати, став часом сподівань.
Близько 10 років тривала ця смуга, надії танули. Майже у відчаї Олбі написав п'єсу «Що трапилось у зоопарку» («The Zoo Story», 1958). У Нью-Йорку п'єсу не взяли до постановки. Друзі Олбі переправили рукопис у Флоренцію, потім — у Цюрих, Франкфурт, Берлін. Зрештою, 25 вересня 1959 року в Майстерні Шиллерівського театру відбулася прем'єра вистави: у першій частині була представлена п'єса «Остання стрічка Креппа» С. Беккета, у другій — «Що трапилось у зоопарку» Олбі. Американський театр Провінстаун (який відкрив Америці Ю. О'Ніла) репрезентував глядачам ту саму програму в січні 1960 року. Невипадковим було об'єднання цих творів. Відчуття безглуздості існування в розірваному, статичному світі — загальний настрій п'єс відомого французького і початкуючого американського драматургів. Олбі в спробі передати стан людини більш класичний, його рання творчість ближча до драматургії екзистенціальної, що використовує багаті традиції європейського театру. Однак п'єса «Що трапилось у зоопарку» — це вже початок експерименту, мета якого — зобразити світ, що втратив внутрішню цілісність. «Незвичайне, неймовірне, несподіване», — ось ті засади, на яких стоятиме театр Олбі. Незвичним є місце дії — зоопарк, де герой безуспішно шукає спілкування… з тваринами; неймовірний діалог героїв, позбавлений діалогічності.
Після показу п'єси «Що трапилось у зоопарку» Олбі став відносно відомим. Того самого 1960-го поставлено п'єсу «Смерть Бессі Сміт» («The Death of Bessie Smith»). Історія, розказана драматургом, мала під собою реальне підґрунтя: вона не лише про людську холодність, розмежованість, вона й про расову непримиренність.
Прем'єра п'єси «Хто боїться Вірджинії Вульф?» («Who's Afraid of Virginia Woolf?») у жовтні 1962 pоку стала сенсацією. Це перша п'єса Олбі, поставлена на Бродвеї. Спектакль ішов понад 660 вечорів. Чимало театрів Європи здійснили постановку цієї п'єси. Двоє чоловіків і дві жінки розмовляють, п'ють, мріють і вбивають свої мрії. Один із чоловіків, «безвольний» Джордж, відчуває, що світ рухається до того стану, коли вже «не знайдеться місця для музики», а ідеалом людини буде здоровань Нік, холодний учений, котрий будує надцивілізацію.
Початком нового етапу творчості Олбі стала сюрреалістична п'єса «Крихітка Аліса» («Tiny Alice»), поставлена у 1965 році. Це твір, якого сам Олбі не міг пояснити. Це абсолютизація незвичного, неймовірного: місце дії — реальний замок чи вигадана конструкція. Над працею чимало сперечалися критики, режисери, зійшовшись на тому, що пояснити новий твір Олбі дійсно неможливо: це п'єса не лише про зіткнення видимого та сущого, у ній — не лише картини, що породжуються підсвідомістю кожної людини, це не лише гравійна слабкого чоловіка та сильної жінки. У цьому творі — ремінісценції з Біблії та «Аліси в країні чудес», теми Ф. Дюрренмата, ефекти на кшталт Ж. Жене. П'єса «Крихітка Аліса» так і залишилася загадкою. Олбі став одним із найвідоміших драматургів Америки, журналісти називали його «новим О'Нілом», «юним Стріндбергом», «Вільямсом півночі». Олбі залюбки дає інтерв'ю, розповідає про свої плани, розмірковує про ситуацію в театрі, говорить про те, що перед сучасним драматургом мають стояти два завдання: перше — спробувати вивчити і зобразити стан людини, друга — пізнати природу тієї форми мистецтва, до якої він звертається у своїй творчості. На думку критики, у виконанні другого завдання Олбі не було рівних серед сучасних драматургів Америки.

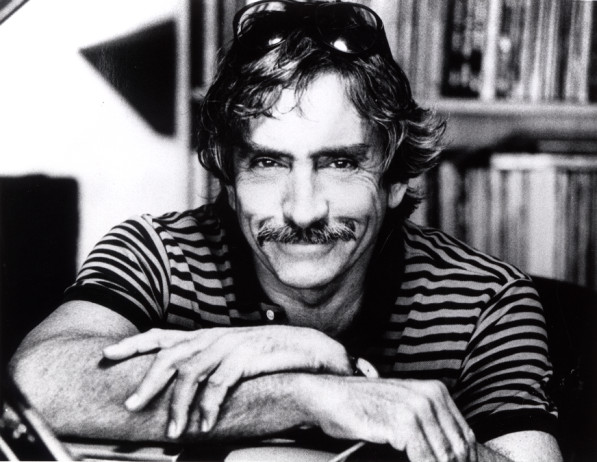

1966 року за п'єсу «Хистка рівновага» («Delicate Balance») Олбі отримав першу Пулітцерівську премію. Однак цей твір розчарував багатьох прихильників таланту Олбі. Того ж року драматурга обрано членом Національної академії мистецтв і літератури.
Створив п'єси на основі романів Дж. Парді «Малькгольм» («Malcholm», 1966), Дж. Купера «Усі в саду» («Everything in the Garden», 1967), дещо раніше здійснив драматургічну переробку повісті К. Маккалерс «Балада про невеселий шинок» («The Ballad of the Sad Cafe». 1963). Ці роботи мали успіх, однак оцінка критики не була високою. Дві одноактові п'єси, поставлені 1969 року, «Ящик» («Box») і «Цитати голови Mao» («Quotations from Chairman Мао Tsetung») — новий крок у творчості Олбі на шляху пошуку місткішої виразної форми за максимальної умовності змісту.
1969 року Едвард Олбі відвідав Радянський Союз, побувавши в Москві, Києві, Одесі, Ленінграді, мав можливість познайомитися з літературою «відлиги», письменниками, невідомими у Європі й Америці.
П'єса 1970 року «Все скінчено» («All Over») — один із найвизначніших творів Олбі, його постановкою було відзначено десятиріччя творчого шляху драматурга. Однак вона не була належне оцінена публікою.
Після чотирирічної перерви в 1975 році Олбі виніс на суд глядачів свій новий твір — драму «Морський краєвид» («Seascape»), що викликала неоднозначні відгуки в пресі. Драматурга звинувачували в невмінні вибудовувати інтригу, у нездатності створювати характери, що нібито перетворює його п'єсу в «умисне мудрування». Схожі на двох морських ящірок, персонажі драми «Морський краєвид» прагнуть до усамітнення у світі. Трагічні наслідки некомунікабельності — тема, що пройшла через усю творчість Олбі. В останні десятиліття драматург більш оптимістично дивився на світ, зауважуючи покращення естетичних смаків американців. У 1996 році драматург отримав нагороду Центру Кеннеді за плідно прожите життя, а наступного року президент Білл Клінтон вручив йому Національну медаль за досягнення в галузі мистецтва.
Один з останніх творів Олбі «П'єса про немовля» («The Play About the Baby», 2000) було поставлено в Нью-Йорку 2001 року.
Помер на 89-му році життя 16 вересня 2016 року.

## Переклади українською
- Смерть Бессі Сміт // Всесвіт. — 1964. — № 6;
- Не боюсь Вірджинії Вульф // Всесвіт. — 1994. — № 10 (переклад Ярослава Стельмаха).